# كومون جي إس
CommonJS هو مشروع يهدف إلى تحديد نظام إيكولوجي من أجل استعمال لغة جافا سكريبت خارج المتصفح (على سبيل المثال، على الخادم أو تطبيقات سطح المكتب).

## التاريخ
بدأ المشروع من قبل مهندس موزيلا «كيفن دانغور» (Kevin Dangoor) في كانون الثاني / يناير 2009 في البداية تحت اسم ServerJS.

| كومون جي إس   | ما أقوم بوصفه هنا ليس مشكلا تقنيا. إنه مسألة ناس يجتمعون معا ويصنعون قرارا للخطو للأمام وبدأ بناء شيء كبير ورائع معا. | كومون جي إس |
| — كيفن دانغور | |             |

في آب / أغسطس 2009, تم تغيير اسم المشروع إلى CommonJS لإظهار اتساع امكانية تطبيق واجهات برمجة التطبيقات. يتم إنشاء واعتماد المواصفات عبر عملية مفتوحة.  تعتبر المواصفات نهائية فقط بعد أن يتم الانتهاء منها في عدة تطبيقات (implementations). لا ينتمي CommonJS  إلى  مجموعة TC39 التابع لمنظمة Ecma International  الذي يعمل على مشروع ECMAScript، مع ذلك بعض أعضاء TC39 يشاركون في المشروع.
في مايو 2013، «إسحاق ز. شلويتير» مؤلف برمجية npm، قال بأن CommonJS أصبحت قديمة بفعل Node.js، وأن مطورو Node.js الأساسيون يتجنبونها.

## تطبيقات
</ref>
- Common Node[6]
- CommonJS Compiler - a command-line tool that makes Common JS modules suitable for in-browser use[7]
- CommonJS for PHP - a light-weight CommonJS implementation for PHP 5.3+[8]
- كاوتش دي بي[9]
- Flusspferd[10]
- GPSEE[11]
- جيتباك (مشروع فايرفوكس)
- Joyent Smart Platform[12]
- JSBuild[13]
- مونغو دي بي[14]
- Narwhal (JavaScript platform)[15]
- نود.جي إس[16]
- Persevere[17]
- PINF JavaScript Loader[18]
- RingoJS[19]
- SilkJS[20]
- SproutCore[21]
- TeaJS[22]
- واكاندا (برنامج)  [لغات أخرى]‏[23]
- XULJet[24]}}

## وصلات خارجية
- الموقع الرسمي
- مجهود CommonJS وضع جافا سكريبت على مسار الهيمنة على العالم (مقالة بالإنجليزية)